# (6959) Mikkelkocha
(6959) Mikkelkocha ist ein Asteroid des äußeren Hauptgürtels, der am 3. November 1988 vom dänischen Astronomen Poul Jensen am Schmidt-Teleskop des Observatoriums Brorfelde (IAU-Code 054) in der Nähe von Holbæk entdeckt wurde. Unbestätigte Sichtungen des Asteroiden hatte es schon 1963 (1963 SY) am Goethe-Link-Observatorium in Indiana gegeben.
(6959) Mikkelkocha wurde nach dem Enkel des Entdeckers benannt, dem 2004 geborenen Mikkel Kock Augustesen. Die Benennung des Asteroiden erfolgte am 19. September 2005.